# 松本博之 (法学者)
松本 博之（まつもと ひろゆき、1946年 - ）は、日本の法学者。大阪市立大学名誉教授、元龍谷大学教授。専門は民事訴訟法。大阪府出身。

## 略歴
- 1968年　大阪市立大学法学部卒業、同助手。
- 1973年　大阪市立大学助教授。
- 1978-1980年　西ドイツ・フライブルク大学。
- 1986年　大阪市立大学教授。
- 1988年　「証明責任の分配」で法学博士の学位を取得。
- 1992-1996年　司法試験考査委員(民事訴訟法)。
- 2004年-2007年　民事訴訟法学会理事長。
- 2006年　フライブルク大学名誉法学博士
- 2009年　大阪市立大学定年退官、同名誉教授。同年龍谷大学法学部教授。
- 2014年　龍谷大学定年退職。
- 2017年 日本民事訴訟法学会名誉会員。

## 著書

### 共同著
- 『民事訴訟法』上野泰男との共著 (弘文堂、初版1998年、第8版2015年)

### 単著
- 『証明責任の分配 分配法理の基礎的研究』初版(有斐閣、1987年)　新版（信山社、1996年）
- 『民事自白法』（弘文堂、1994年）
- 『既判力理論の再検討』（信山社、2006年）
- 『人事訴訟法』（弘文堂、2006年、第3版2012年）
- 『訴訟における相殺』（商事法務、2008年）
- 『民事執行保全法』(弘文堂 2011年)
- 『民事訴訟のおける事案の解明』（日本加除出版、2015年）
- 『民事訴訟法の立法史と解釈学』（信山社、2015年）

### 共編著
- 『日本立法資料全集 10-14　民事訴訟法 大正改正編』共編著 信山社出版 1993
- 『法の実現と手続 日独シンポジウム』石部雅亮共編 信山社出版 1993
- 『日本立法資料全集 43-46　民事訴訟法 明治36年草案』河野正憲,徳田和幸共編著 信山社出版 1994-1995
- 『現代社会と自己決定権 日独シンポジウム』西谷敏共編 信山社出版 1997
- 『日本立法資料全集 61-66　民事訴訟法 戦後改正編』編著　信山社出版 1997-2009
- 『民事訴訟法』上野泰男共著 弘文堂 1998
- 『環境保護と法 日独シンポジウム』西谷敏,佐藤岩夫共編 信山社出版 1999
- 『講座・新民事訴訟法 2』竹下守夫編集代表 宮崎公男共編 弘文堂 1999
- 『インターネット・情報社会と法 日独シンポジウム』西谷敏,守矢健一共編 信山社出版 2002
- 『団体・組織と法 日独シンポジウム』西谷敏,守矢健一共編 信山社出版 2006
- 『民事訴訟法』第3版　賀集唱,加藤新太郎共編 日本評論社 2007 別冊法学セミナー 基本法コンメンタール
- 『日本立法資料全集 191-193　民事訴訟法 明治編 3(テヒョー草案)』徳田和幸共編著 信山社出版 2008
- 『民事訴訟法の継受と伝播』（出口雅久と共編、信山社、2008年）
- 『法発展における法ドグマーティクの意義 日独シンポジウム』野田昌吾,守矢健一共編 信山社 2011 総合叢書(ドイツ法)

### 翻訳
- ペーター・アーレンス『ドイツ民事訴訟の理論と実務』吉野正三郎共編訳 信山社出版 1991
- ハンス・F.ガウル『ドイツ既判力理論』編訳 信山社出版 2003
- アルブレヒト・ツォイナー『既判力と判決理由 法的意味連関の枠組による民事判決の既判力の測定』信山社 2009 法学翻訳叢書(ドイツ民事訴訟法)
- ディーター・ライポルド『実効的権利保護 訴訟による訴訟における権利保護』編訳 信山社 2009 法学翻訳叢書(ドイツ民事訴訟法)

## 参考
- 松本博之教授 略歴および著作目録 法学雑誌 2009-03
- J-GLOBAL